# Lübbenau/Spreewald
Lübbenau/Spreewald (siden 1. januar 1998, tidligere Lübbenau, er en by i Landkreis Oberspreewald-Lausitz i den tyske delstat Brandenburg, omkring 80 km sydøst for Berlin. Lübbenau ligger i Niederlausitz.

## Geografi
Lübbenau ligger i den nordlige del af den sydbrandenburgske Landkreis Oberspreewald-Lausitz omkring 35 kilometer vest for Cottbus og omkring 50 kilometer nord for administrationsbyen (Kreisstadt) Senftenberg.
Lübbenau kaldes Tor zum Spreewald (Porten til Spreewald). Da byen Lübbenau ligger i Spreewald, regnes den nordlige del af byområdet, samt landsbyerne Lehde og Leipe med i biosfærereservatet Spreewald. Kommunens nordøstgrænse dannes af floden Große Fließ. Landsbyerne Hindenberg og Lichtenau ligger i Naturpark Niederlausitzer Landrücken.

## Nabokommuner
Lübbenau grænser til følgende byer og kommuner (med uret fra nord): Lübben (Spreewald), Alt Zauche-Wußwerk og Straupitz (alle i Landkreis Dahme-Spreewald), Burg (Spreewald) (i Landkreis Spree-Neiße), Vetschau/Spreewald og Calau (i Landkreis Oberspreewald-Lausitz) samt Luckau (også i Landkreis Dahme-Spreewald).

## Inddeling
Bykommunen Lübbenau består af følgen dydele, landsbyer og bebyggelser (sorbiske navne i parrentes):
- Lübbenau/Spreewald (Lubnjow/Błota) med bebyggelserne Neustadt (Nowe město), Stennewitz (Šćenjojce) og Stottoff (Štotup)
- Bischdorf (Wótšowc)
- Boblitz (Bobolce)
- Groß Beuchow (Buchow) med Klein Beuchow (Buchojc)
- Groß Klessow (Klěšow) med Klein Klessow (Klěšojc) und dem Wohnplatz Redlitz (Rědłojce)
- Groß Lübbenau (Lubń) med bebyggelserne (Gora) og Scheddis (Pśedjs)
- Hindenberg (Želnojce)
- Klein Radden (Radync) med Groß Radden (Radyn)
- Kittlitz (Dłopje) med Eisdorf (Stańšojce), Lichtenau (Lichtnow) og Schönfeld (Tłukom)
- Krimnitz (Kśimnice)
- Lehde (Lědy) med bebyggelserne Dolzke (Dolck), Kaupen (Kupy) og Wotschofska (Wotšowska)
- Leipe (Lipje) med bebyggelserne Dubkowmühle (Dubkowy młyn), Eiche (Duby), Konzaks Horst (Kóńcakowe sedło) og Pohlenzschänke (Polencowa kjarcma)
- Ragow (Rogow)
- Zerkwitz (Cerkwica) med bebyggelsen Kleeden (Kłodna)